# بولي علي ديالو
بولي علي ديالو (بالفرنسية: Bouli Ali Diallo)‏ (من مواليد 1948) هي أكاديمية وناشطة نيجرية.

## حياتها
التحقت ديالو بعدد من المؤسسات التعليمية في مرحلة مبكرة من تعليمها، بما في ذلك مدرسة المعلمين كور عادي في تيلابيري، والتي كانت تقبل في ذلك الوقت النساء فقط كطلاب. ثم التحقت بجامعة داكار، حيث درست الكيمياء والبيولوجيا وحصلت على درجة الدكتوراه في علم الأحياء الدقيقة التطبيقي في عام 1978، وجامعة العلوم والتكنولوجيا في لانغدوك في مونبلييه، والتي حصلت منها على شهادة الدكتوراه في علم الحشرات التطبيقي في عام 1991. ثم عادت إلى النيجر لتدريس علم الأحياء في جامعة عبدو موموني، وهي الوظيفة التي تقلدتها لأول مرة في عام 1978. عملت ديالو في العديد من الأدوار الإدارية في الجامعة أيضًا، حيث عملت من عام 1987 إلى عام 1993 كمديرة للعلاقات الخارجية، ومن 1993 إلى 1995 كنائبة رئيس الجامعة، ومن 1999 إلى 2005 كرئيسة للجامعة. وبالإضافة إلى ذلك، شغلت ديالو مصب وزيرة التعليم الوطني بين عامي 1995 و1996، وشغلت منصب نائب رئيس الجامعة الافتراضية الأفريقية في الفترة من عام 2002 حتى عام 2004. كما كانت عضوًا في مجالس إدارة مؤسسة التنمية والمنظمة غير الحكومية المساعدات والعمل، وترأست في الفترة من 1999 إلى 2004، منتدى النساء الأفريقيات التربويّات، الذي أسّست فرعه في النيجر. حصلت ديالو على العديد من الجوائز من فرنسا خلال مسيرتها الفنية، بما في ذلك وسام السعفات الأكاديمية، ورتبة ضابط لإنجازاتها الأكاديمية. ظلت ديالو تعمل كناشطة في النيجر، وتحدثت عن الحاجة إلى تطوير الفرص التعليمية للنساء.